# День Португалії

Прапор Португалії

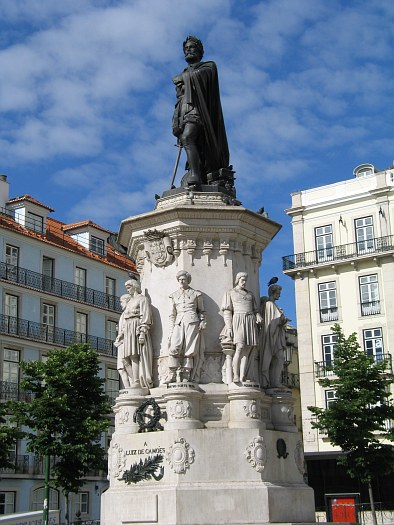
Пам'ятник Луїсу Камоенсу в Лісабоні

День Португалії, Камоенса і Португальських Громад (порт. Dia de Portugal, de Camões e das Comunidades Portuguesas) — національне свято і державний вихідний день в Португалії. Святкується 10 червня — саме у цей день 1580 року помер Луїш де Камоенш, якого вважають символом Португалії. Остання частина назви свята підкреслює важливість португальських громад, які проживають за кордоном, зокрема у Франції, США, Канаді, Німеччині, Люксембурзі та Швейцарії серед інших країн (понад 1 млн осіб).
Під час авторитарного режиму Салазара (з 1933 року і до Революції гвоздик 25 квітня 1974 року) святкувався під назвою День Раси (порт. Dia da Raça).